# Massa Martana
Massa Martana es una comune italiana de la provincia de Perugia, región de Umbría. Tiene una población estimada, a principios de 2021, de 3.645 habitantes.
Es un antiguo pueblo medieval que ha recuperado su antiguo esplendor gracias a los trabajos de restauración realizados tras el terremoto de 1997 .

## Evolución demográfica
| Gráfica de evolución demográfica de Massa Martana entre 1861 y 2021 |
|                                                                     |
| Fuente ISTAT - elaboración gráfica de Wikipedia                     |

## Imágenes

Ubicación de Massa Martana en Perugia.
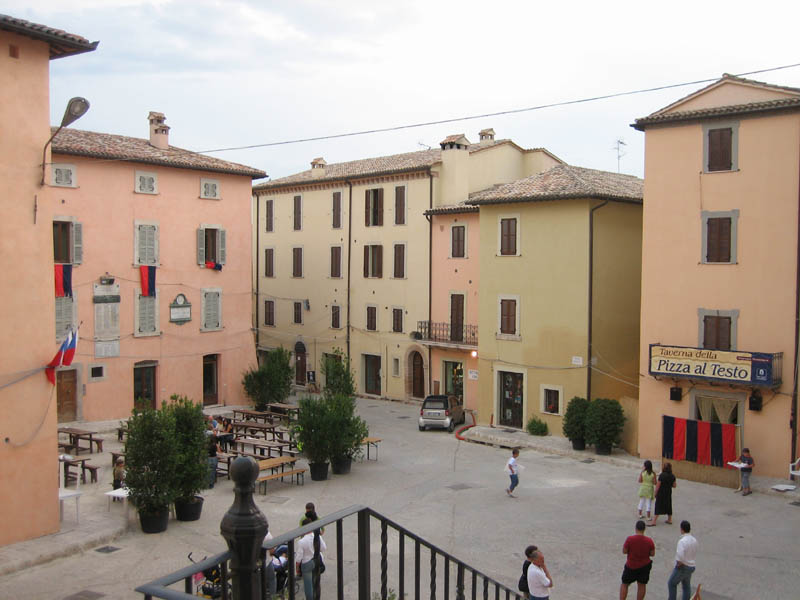
La plaza central en 2005.
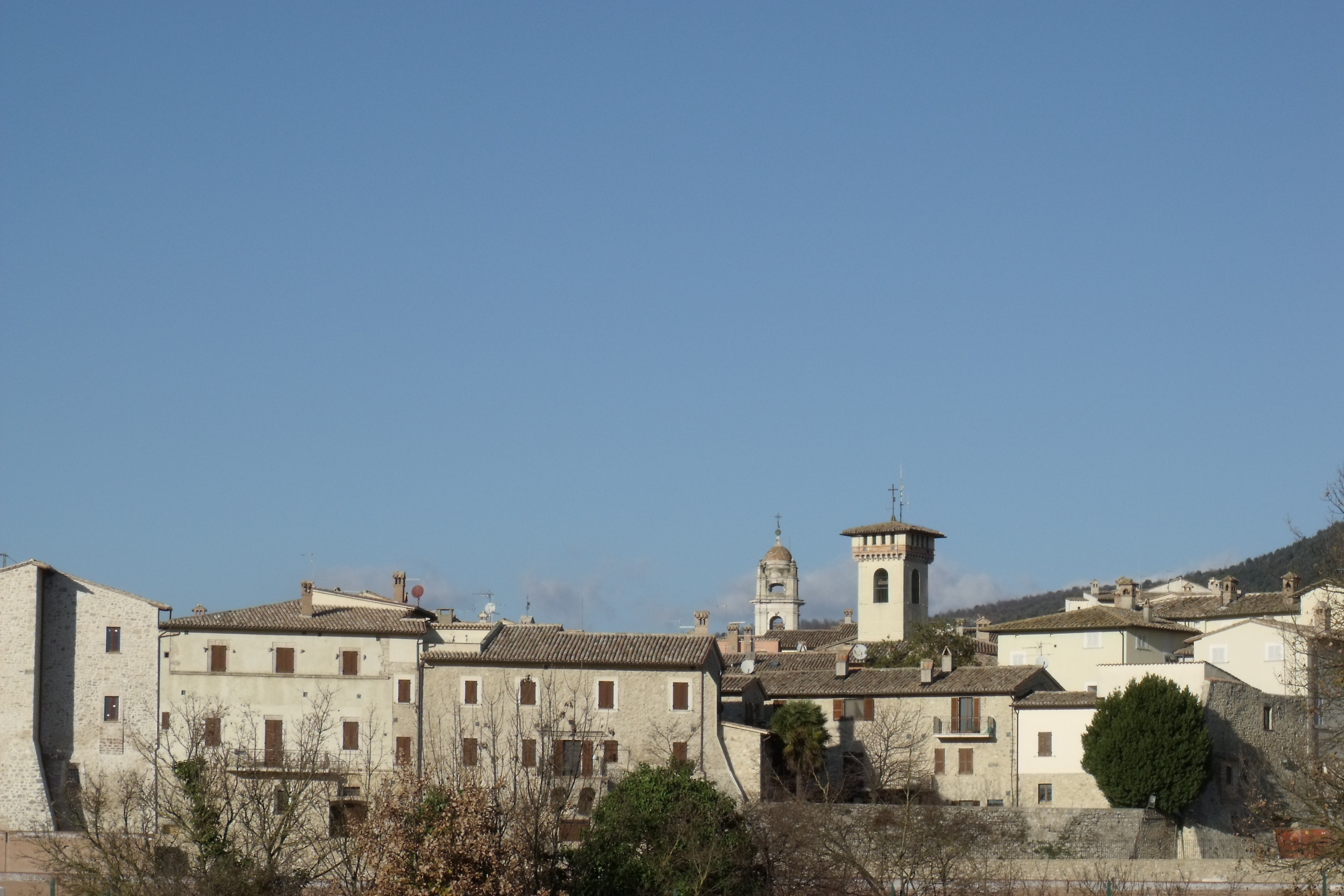
Panorama.